# Acoustic (álbum de John Lennon)
Acoustic es un álbum recopilatorio compuesto por grabaciones caseras, de estudio o en directo del músico británico John Lennon, interpretadas con guitarra acústica y publicado en 2004. La publicación fue criticada por la prensa y por los seguidores debido a que nueve de las canciones que conforman el álbum habían sido editadas previamente en la publicación de 1998 John Lennon Anthology, mientras que el resto de los temas habían circulado en bootlegs desde hacía tiempo.
Aunque no entró en las listas de éxitos británicas, Acoustic alcanzaría el puesto #31 en Estados Unidos, consiguiendo la mejor posición para un álbum de John Lennon desde Imagine: John Lennon, en 1988. El álbum debutó en las listas de Billboard el 20 de noviembre de 2004, con ventas en torno a las 28 000 copias. Pasaría ocho semanas en lista.

## Lista de canciones
1. "Working Class Hero" - 3:58
2. "Love" - 2:30
3. "Well Well Well" - 1:14
4. "Look at Me" - 2:49
5. "God" - 2:38
6. "My Mummy's Dead" - 1:13
7. "Cold Turkey" - 3:26
8. "The Luck of the Irish" (John Lennon/Yoko Ono) - 3:41
  - Grabado en directo el 10 de diciembre de 1971 en Ann Arbor
9. "John Sinclair" - 3:22
  - Grabado en directo el 10 de diciembre de 1971 en Ann Arbor
10. "Woman is the Nigger of the World" (John Lennon/Yoko Ono) - 0:39
11. "What You Got" - 2:24
12. "Watching the Wheels" - 3:04
13. "Dear Yoko" - 4:05
14. "Real Love" - 4:00
15. "Imagine" - 3:08
  - Grabado en directo el 17 de diciembre de 1971 en el Apollo Theater
16. "It's Real" - 1:04